# بوينغ أكس بي-59
طائرة بوينغ أكس بي - 59 (بوينغ XB-59) نموذج رقم 701 كانت طائرة اقترحت في خمسينيات القرن العشرين في الولايات المتحدة كنموذج لطائرة قاذفة أسرع من الصوت.

## المواصفات
البيانات من "US Bombers," Lloyd S. Jones, 1974
الخصائص العامة
- طاقم: 3
- طول: 123 قدم 4 بوصة (37.59 م)
- باع الجناح: 81 قدم 4 بوصة (24.79 م)
- ارتفاع: 25 قدم 5 بوصة (7.75 م)
- مساحة الجناح: 1,650 قدم2 (153 م2)
- الوزن فارغة: 63,200 رطل (28,667 كـغ)
- الوزن الإجمالي: 148,300 رطل (67,268 كـغ)
- محركات: 4 × General Electric J73-X24A afterburning محرك نفاث عنفيs, 14,000 lbf (62 kN) with afterburner

أداء
- السرعة القصوى: Mach 2
- مدى: 2,380 ميل (2,068 nmi؛ 3,830 كـم)
- سقف الخدمة: 51,000 قدم (15,545 م)

تسليح

- مدفع رشاش: 1 30mm cannon in tail

## وصلات خارجية
- XB-59 من متحف القوات الجوية الأمريكية
- الروسية الصفحة عن XB-59 ، ويشمل الرسوم في الجزء السفلي من الصفحة